# Жуйли
Жуйли́ (кит. упр. 瑞丽, пиньинь Ruìlì) — городской уезд Дэхун-Дай-Качинского автономного округа провинции Юньнань (КНР). 

## История
В 1915 году для администрирования местных вопросов был создан Мэнмаоский административный комитет (勐卯行政委员). В 1932 году на его основе была создана Жуйлиская временная управа (瑞丽设治局).
После вхождения провинции Юньнань в состав КНР в 1950 году был образован Специальный район Баошань (保山专区), и эти места вошли в его состав.
Постановлением Госсовета КНР от 21 ноября 1952 года Жуйлиская временная управа была преобразована в уезд Жуйли (瑞丽县).
Постановлением Госсовета КНР от 6 декабря 1952 года посёлок Ваньдин (畹町镇) был выведен из состава уезда Луси и подчинён напрямую властям специального района.
Постановлением Госсовета КНР от 11 сентября 1952 года (вступило в силу 23 января 1953 года) посёлок Ваньдин и уезды Луси, Инцзян, Ляньшань, Лунчуань, Жуйли и Лянхэ были выделены из Специального района Баошань, образовав Дэхун-Дай-Качинский автономный район окружного уровня (德宏傣族景颇族自治区（地级）).
Постановлением Госсовета КНР от 29 апреля 1956 года Дэхун-Дай-Качинский автономный район и Специальный район Баошань были объединены в Дэхун-Дай-Качинский автономный округ.
В ноябре 1958 года уезд Лунчуань был присоединён к уезду Жуйли, но в ноябре 1959 года он был воссоздан.
Постановлением Госсовета КНР от 18 декабря 1963 года был вновь создан Специальный район Баошань. В ноябре 1969 года Дэхун-Дай-Качинский автономный округ был присоединён к Специальному району Баошань.
В 1970 году Специальный район Баошань был переименован в Округ Баошань (保山地区).
В ноябре 1971 года был воссоздан Дэхун-Дай-Качинский автономный округ, уезд Жуйли и посёлок Ваньдин вернулись в его состав.
Постановлением Госсовета КНР от 31 января 1985 года посёлок Ваньдин был преобразован в городской уезд Ваньдин (畹町市).
26 июня 1992 года уезд Жуйли был преобразован в городской уезд.
Постановлением Госсовета КНР от 1 января 1999 года городской уезд Ваньдин был присоединён к городскому уезду Жуйли.

## Население
В уезде проживают ханьцы и качины (цзинпо).

## Административное деление
Городской уезд делится на 3 посёлка и 3 волости.

## Экономика

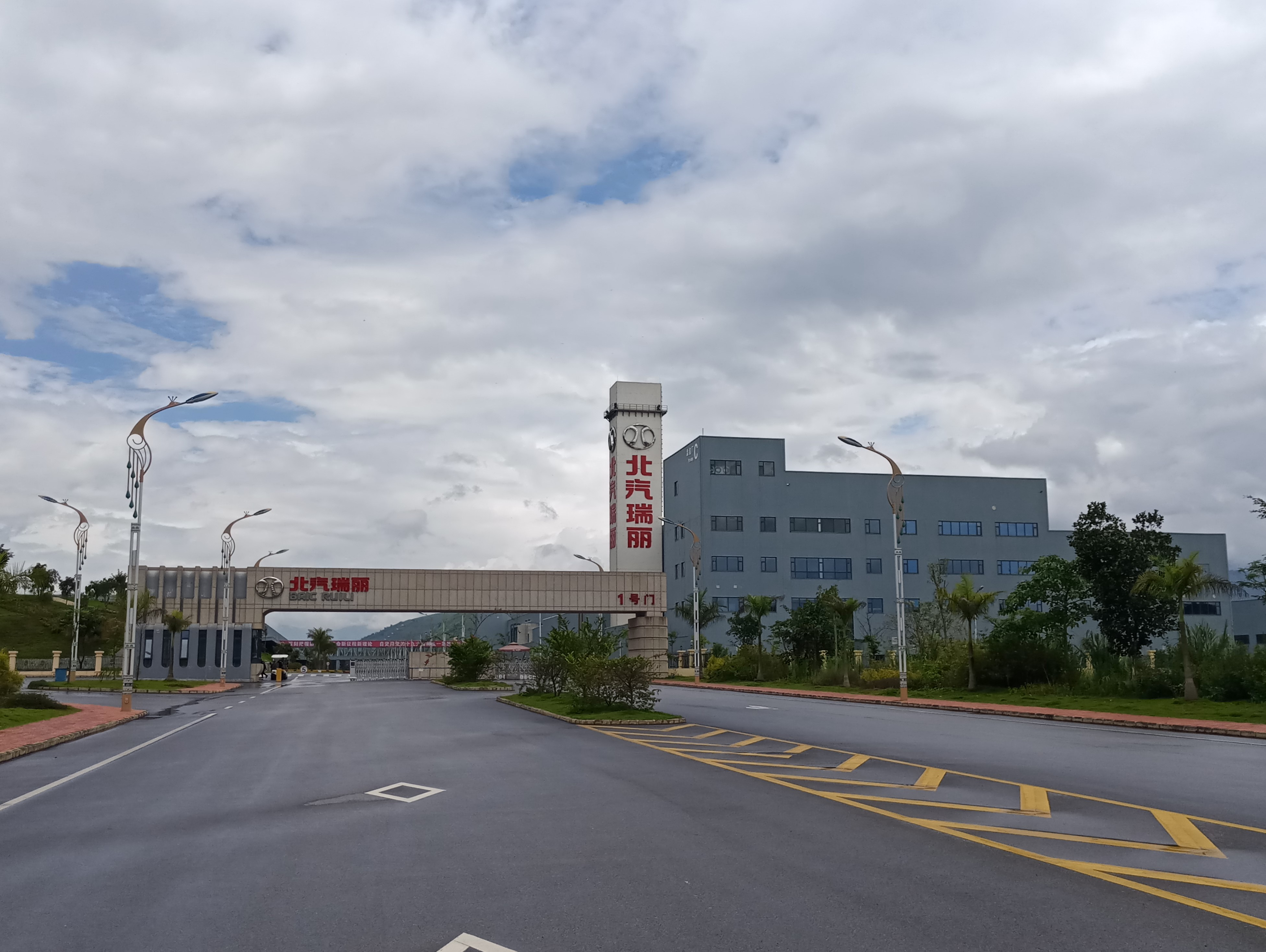
Автозавод компании BAIC Group

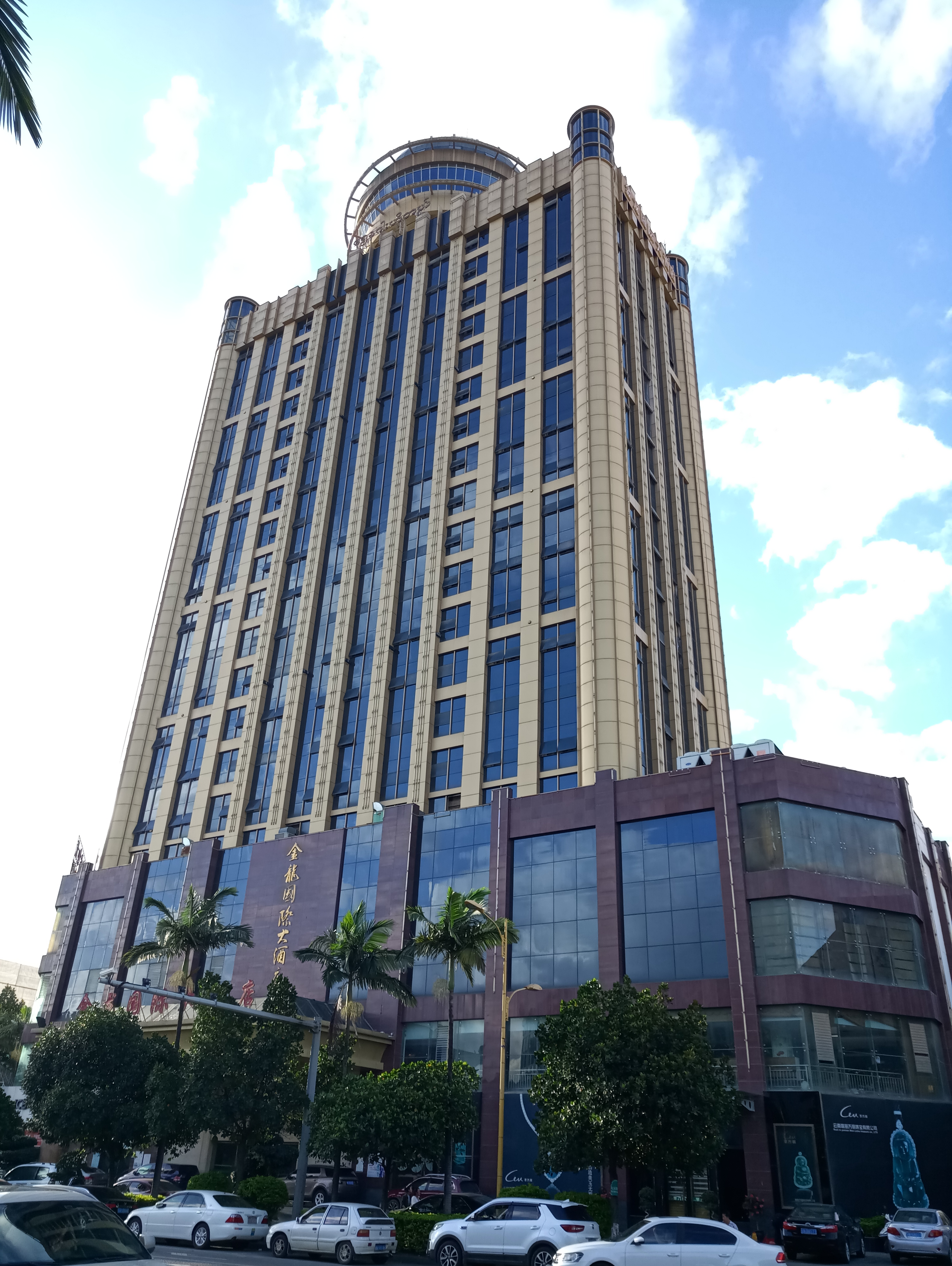
Отель в Жуйли

В уезде выращивают рис, кофе и другие сельхозкультуры. Через КПП Жуйли проходит значительная часть экспорта из Китая в Мьянму.
В Жуйли имеется большой рынок драгоценных камней и ювелирных изделий, куда стекается бирманский нефрит.

## Транспорт
Важное значение имеет скоростная автомагистраль Ханчжоу — Жуйли — Мьянма.